# Eutropis lapulapu
Eutropis lapulapu (сонячний сцинк Лапу-Лапу) — вид сцинкоподібних ящірок родини сцинкових (Scincidae). Ендемік Філіппін. Вид названий на честь філіппінського національного героя Лапу-Лапу. Описаний у 2020 році.

## Поширення і екологія
Сонячні сцинки Лапу-Лапу поширені на центральних і південних островах Філіппінського архіпелагу. Вони живуть у первинних і вторинних вологих тропічних лісах, в заболочених лісах (на Мінданао), трапляються на плантаціях та в садах. Зустрічаються на висоті до 800 м над рівнем моря.